# Nombre de Laplace
El Nombre de Laplace (La), també conegut com a nombre de Suratman (Su), és un nombre adimensional emprat en la caracterització de la dinàmica de fluids de superfícies lliures. Representa el quocient entre la tensió superficial i el transport de moment (especialment la dissipació) dins un fluid.
Es defineix com:
{\displaystyle La=Su={\frac {\sigma \rho L}{\mu ^{2}}}\,}
on:
- σ = tensió superficial
- ρ = densitat
- L = longitud característica
- μ = viscositat dinàmica

Existeix una relació entre el nombre de Laplace i el nombre d'Ohnesorge; són inversament proporcionals de forma que {\displaystyle La=Oh^{-2}}.
El nombre de Laplace està relacionat amb el nombre de Reynolds (Re) i el nombre de Weber (We) de la següent manera:
{\displaystyle \mathrm {La} ={\frac {\mathrm {Re} ^{2}}{\mathrm {We} }}}